# Сычевка (приток Ладомирки)
Сычевка — река в России, протекает в Демянском районе Новгородской области. Река образуется в месте слияния ручья Болдырька и водотока Пасецкая у деревни Игожево Жирковского сельского поселения (бывшего Тарасовского сельского поселения). Направление течения — на запад. Устье реки находится в 11 км по правому берегу реки Ладомирка у урочища Кривцев Хутор. Длина реки составляет 11 км, площадь водосборного бассейна 128 км².
В 11 км от устья слева впадает река Меглинка.
Система водного объекта: Ладомирка → Пола → Ильмень → Волхов → Ладожское озеро → Нева → Балтийское море.

## Данные водного реестра
По данным государственного водного реестра России относится к Балтийскому бассейновому округу, водохозяйственный участок реки — Ловать и Пола, речной подбассейн реки — Волхов. Относится к речному бассейну реки Нева (включая бассейны рек Онежского и Ладожского озера).
Код объекта в государственном водном реестре — 01040200312102000022066.